# Размер на шанца
Размер на шанца е понятие в ски скоковете, което определя размера на шанца; то означава точката, където площадката за отскок е наклонена под ъгъл от 32° спрямо равнината.
Размерът на шанците бива използван за категоризиране на големините на шанците (в миналото категоризирането бива правено на базата на калкулационна точка).
| Категория           | Размер на шанца | Калкулационна точка |
| ------------------- | --------------- | ------------------- |
| Малка шанца         | По-малко от 50  | По-малко от 45      |
| Средна шанца        | 50 – 84         | 45 – 74             |
| Нормална шанца      | 85 – 109        | 75 – 99             |
| Голяма шанца        | 110 – 184       | 100 – 169           |
| Шанца за ски полети | Над 185         | Над 170             |